# Artix (Pireneje Atlantyckie)
Artix – miejscowość i gmina we Francji, w regionie Nowa Akwitania, w departamencie Pireneje Atlantyckie.
Według danych na rok 2015 gminę zamieszkiwało 3 458 osób, a gęstość zaludnienia wynosiła 384,6 osób/km².